# Edmund Hillary
Sir Edmund Percival Hillary (20 tháng 7 năm 1919 - 11 tháng 1 năm 2008) là một nhà thám hiểm và leo núi người New Zealand. Ngày 29 tháng 5 năm 1953, Hillary và nhà leo núi người Nepan, Tenzing Norgay đã trở thành hai người đầu tiên trèo lên đỉnh Everest và quay về an toàn.

## Tiểu sử
Edmund Percival Hillary sinh ngày 20 tháng 7 năm 1919 tại thị trấn Tuakau (phía Nam Auckland), bố ông là Percival Augustus Hillary còn mẹ là bà Gertrude Clark. Hillary học cấp II tại trường sơ trung Auckland (Auckland Grammar School), ông thường phải đi mất 2 tiếng để tới trường và thường dùng thời gian đó để đọc sách. Khi đó Hillary bé hơn các bạn cùng tuổi và rất nhút nhát, vì vậy ông thường vùi đầu vào những quyển sách và ước mơ sau này được trở thành nhà thám hiểm. Ông bắt đầu nhận ra niềm yêu thích của mình với môn leo núi vào tuổi 16 khi tham gia một chuyến đi của trường tới núi Ruapehu, Hillary nhận ra rằng mình khỏe và chịu đựng tốt hơn nhiều người khác. Năm 1939, ông hoàn thành chuyến leo núi lớn đầu tiên khi lên đến đỉnh núi Olivier của dãy núi Southern Alps.
Cùng với người anh Rex, Hillary làm nghề nuôi ong, nghề này tạo điều kiện cho ông tiến hành những chuyến leo núi vào mùa Đông của phương Nam, khi công việc nuôi ong phải tạm nghỉ.
Khi được 19 tuổi, Hillary trở thành giảng viên chính thức của trường Radiant Living, ông làm việc ở đây cho đến năm 1943. Trong cuốn sách View from the Summit (dịch nghĩa: Nhìn từ đỉnh núi) của mình, Hillary viết: "Tôi học được nhiều điều ở trường Radiant Living - Tôi đã biết cách diễn thuyết một cách tự tin và thậm chí còn bắt đầu suy nghĩ một cách thoải mái về những đề tài quan trọng. Nhưng cuối cùng thì lòng nhiệt tình của tôi như lẽ thường cũng giảm dần. Tôi muốn thoát ra khỏi cuộc sống bình thường này, nên cuối cùng đành bất đắc dĩ rời khỏi trường." 
Năm 1943 Hillary tham gia Không quân hoàng gia New Zealand (RNZAF) và trở thành phi công lái thủy phi cơ Catalina. Năm 1945 ông được điều tới Fiji và quần đảo Solomon, tại đây ông bị bỏng nặng sau một tai nạn trên thuyền và được hồi hương về New Zealand.

## Chinh phục đỉnh Everest
Hillary là một người được điểm A ở lớp. bắt đầu tham gia chinh phục đỉnh Everest năm 1951 khi tham gia đoàn khảo sát của Anh do Eric Shipton lãnh đạo.
Trong giai đoạn này, con đường lên đỉnh núi từ phía Tây Tạng bị đóng cửa còn Nepal chỉ cho phép mỗi năm một đoàn thám hiểm lên đỉnh núi theo con đường của họ. Một đoàn leo núi của Thụy Sĩ (có sự tham gia của Tenzing) đã cố gắng chinh phục đỉnh núi năm 1952 nhưng phải quay trở lại khi chỉ còn cách đỉnh Everest 260 mét vì điều kiện thời tiết. Năm 1953, những người Anh được phép tiến hành chuyến thám hiểm. Trong chuyến leo núi ở dãy Alps năm 1952, Hillary và người bạn George Lowe đã được mời tham gia chuyến thám hiểm năm 1953, ngay lập tức ông nhận lời.
Đầu tiên, Shipton được chọn là người lãnh đạo cuộc leo núi nhưng sau đó bị thay thế bởi John Hunt. Hillary định rời khỏi đoàn nhưng đã được cả Hunt và Shipton thuyết phục ở lại. Ông dự định sẽ leo cùng người bạn Lowe, tuy vậy Hunt đã chọn hai đội khác với ý Hillary, một đội là Tom Bourdillon và Charles Evans, còn đội kia là Hillary and Tenzing. Như nhiều chuyến leo núi khác, cuộc thám hiểm này là một cố gắng của tập thể. Lowe giám sát việc chuẩn bị để leo ngọn Lhotse còn Hillary phụ trách con đường leo qua thác băng Khumbu đầy nguy hiểm.

Trại chuẩn bị ở chân núi của cuộc thám hiểm được dựng tháng 3 năm 1953 tại South Col ở độ cao 7.900 mét. Ngày 26 tháng 5, đội thứ nhất của Bourdillon và Evans thực hiện chuyến leo núi, họ đã đến được đỉnh Nam chỉ cách đỉnh Everest 100 mét nhưng sau đó phải quay lại do hệ thống dưỡng khí của Evans bị hỏng. Hunt quyết định nhóm của Hillary và Tenzing sẽ lên đỉnh núi.
Hillary và Tenzing bị tuyết và gió giữ chân ở South Col suốt 2 ngày. Ngày 28 tháng 5 họ được nhóm 3 người của Lowe, Alfred Gregory và Ang Nyima tiếp viện và hai người dựng được lều ở độ cao 8.500 mét sau khi nhóm tiếp viện đã quay xuống núi. Buổi sáng hôm sau, Hillary phát hiện ra đôi giày leo núi của ông đã bị đóng băng ở ngoài lều và ông phải mất 2 giờ để làm ấm đôi giày. Sau đó Hillary và Tenzing cố gắng leo lên đỉnh núi lần cuối, họ mang theo 30 kg dụng cụ. Khó khăn cuối cùng của con đường leo lên đỉnh núi là một vách đá cao 12 mét (sau đó được đặt tên là "Hillary Step"), Hillary tìm ra cách leo lên khi ông nhìn thấy một khe nứt giữa vách đá và băng tuyết và Tenzing đi theo ông . Sau vách đá này thì con đường trở nên đơn giản hơn và họ lên đến đỉnh Everest vào lúc 11 giờ 30 phút sáng. Theo như Hillary kể lại, "Chỉ cần bổ thêm vài nhát rìu phá băng, và chúng tôi đã đứng trên đỉnh".
Hillary và Tenzing chỉ đứng trên đỉnh Everest chừng 15 phút, hai người thử tìm những vết tích cuộc leo núi trước đó của George Mallory, Hillary chụp cho Tenzing một bức hình, Tenzing để lại vài thanh sô-cô-la trên tuyết như một lễ vật, còn Hillary để lại một cây thánh giá ông được cho trước đó.
Sau khi chinh phục đỉnh núi, hai người phải tiếp tục cẩn thận với con đường quay về, họ nhận ra rằng tuyết trôi đã che phủ dấu vết của chuyến leo lên và làm nhiệm vụ trở nên phức tạp. Người đầu tiên họ gặp trên đường quay về là Lowe, ông này đã leo lên để gặp họ với một bình súp nóng.
Tin tức về sự thành công của chuyến thám hiểm được truyền đi vào đúng ngày lên ngôi của nữ hoàng Anh Elizabeth II. Hillary và Tenzing đã rất ngạc nhiên trước sự ca ngợi của quốc tế dành cho họ khi hai người quay về Kathmandu.

## Các chuyến thám hiểm sau Everest
Hillary đã trèo lên 10 đỉnh núi khác của dãy Himalaya trong các cuộc thám hiểm năm 1956, 1960-61 và 1963-65. Ông đặt chân tới cực Nam của Trái đất ngày 4 tháng 1 năm 1958 trong chuyến thám hiểm xuyên Nam Cực của Khối thịnh vượng chung. Hillary cũng đã tham gia một cuộc thám hiểm bằng thuyền máy từ cửa sông Hằng tới nguồn của nó năm 1977. Năm 1985, Hillary và Neil Armstrong đã cùng nhau bay vượt qua Bắc Băng Dương trên một chiếc máy bay hai động cơ nhỏ và hạ cánh xuống Bắc Cực. Như vậy, ông đã trở thành người đầu tiên đặt chân đến hai cực của địa cầu và đỉnh Everest. Cùng năm này, Edmund Hillary được cử làm cao ủy (đại sứ) của New Zealand tại Ấn Độ, Nepal và Bangladesh, ông làm việc ở New Delhi bốn năm rưỡi.
Năm 1979, ông đã dự định trở thành hướng dẫn viên cho chuyến bay tham quan Nam Cực xấu số Air New Zealand Flight 901 nhưng rồi phải từ bỏ vì bận việc khác. Người thay thế Hillary là bạn thân của ông Peter Mulgrew, sau đó đã phải bỏ mạng vì tai nạn của chiếc máy bay này tại đỉnh Erebus.

Edmund Hillary trên đồng 5 dollar New Zealand

## Vinh danh
Hillary là người New Zealand duy nhất có chân dung trên tiền giấy của nước này khi còn sống. Nhiều đường phố, trường học và tổ chức ở New Zealand và nước ngoài được đặt theo tên của ông như trường Sir Edmund Hillary Collegiate ở Otara hay Ủy ban Hillary (Hilarry Commission) (nay là SPARC).
Để kỉ niệm lần thứ 50 chuyến chinh phục đỉnh thành công đỉnh Everest, chính phủ Nepal đã trao tặng Edmund Hillary danh hiệu công dân danh dự của nước này trong một buổi lễ long trọng tổ chức tại Kathmandu. Ông là người nước ngoài đầu tiên có vinh dự này ở Nepal.

## Hoạt động từ thiện
Edmund Hillary đã dành rất nhiều thời gian để giúp đỡ những người Sherpa ở Nepal thông qua quỹ Himalayan Trust do ông thành lập. Ông cũng là Chủ tịch danh dự của quỹ American Himalayan Foundation, một tổ chức phi lợi nhuận của Hoa Kỳ chuyên giúp đỡ nâng cao sinh thái và điều kiện sống ở vùng núi Himalaya.
Mới đây Hillary đã bày tỏ sự khinh bỉ của mình với thái độ của một số người leo núi, đặc biệt ông chỉ trích công khai việc Mark Inglis, một người New Zealand và 40 người leo núi khác đã để nhà leo núi người Anh David Sharp chết vào tháng 5 năm 2006. Ông phát biểu rằng: "Tôi nghĩ là thái độ chung của những người leo lên đỉnh Everest ngày càng tệ hại. Mọi người chỉ muốn leo lên đỉnh núi, thật kinh khủng khi bạn nhìn thấy một người đàn ông gặp phải những rắc rối về độ cao, bị mắc dưới tảng đá mà chỉ ngả mũ chào rồi thản nhiên đi qua".